# بوئنا ویستا (تنسی)
بوئنا ویستا (به انگلیسی: Buena Vista) یک منطقهٔ مسکونی در ایالات متحده آمریکا است که در شهرستان کرول، تنسی واقع شده‌است. بوئنا ویستا ۱۵۵٫۱۵ متر بالاتر از سطح دریا واقع شده‌است.